# Straight Outta Cashville
Straight Outta Cashville är rapparen Young Bucks debutalbum. Albumets titel anspelar till N.W.A med deras album Straight Outta Compton. Albumet såldes över 261 000 kopior på första veckan och innehåller 4 hitsinglar som är: Let Me In, Look At Me Now, Shorty Wanna Ride och Stomp.

## Låtlista
| Nr | Titel                  | Producent(er)                                        | Gästartist(er)                            | Tid  |
| -- | ---------------------- | ---------------------------------------------------- | ----------------------------------------- | ---- |
| 1  | "I'm a Soldier"        | Dre & Vidal & Felony                                 | 50 Cent                                   | 3:34 |
| 2  | "Do It Like Me"        | Chad Beatz & Sha Money XL                            |                                           | 3:51 |
| 3  | "Let Me In"            | Needlz                                               | 50 Cent                                   | 3:44 |
| 4  | "Look at Me Now"       | Kon Artis                                            | Mr. Porter                                | 4:26 |
| 5  | "Welcome to the South" | Red Spyda                                            | David Banner & Lil' Flip                  | 3:50 |
| 6  | "Prices on My Head"    | Crown                                                | Lloyd Banks & D-Tay                       | 4:21 |
| 7  | "Bonafide Hustler"     | Diverse, co-produced by Klasic                       | 50 Cent & Tony Yayo                       | 4:16 |
| 8  | "Shorty Wanna Ride"    | Lil Jon                                              |                                           | 4:21 |
| 9  | "Bang Bang"            | Needlz                                               |                                           | 3:34 |
| 10 | "Thou Shall"           | Midi Mafia                                           |                                           | 3:15 |
| 11 | "Black Gloves"         | Doug Wilson, co-produced by Sean Cane for The Hitmen |                                           | 3:16 |
| 12 | "Stomp"                | DJ Paul & Juicy J                                    | T.I./The Game(Special Edition) & Ludacris | 4:44 |
| 13 | "Taking Hits"          | DJ Paul & Juicy J                                    | D-Tay                                     | 3:47 |
| 14 | "Walk with Me"         | Dre & Vidal                                          | Stat Quo                                  | 4:10 |